# Pachypops
Pachypops is een geslacht van straalvinnige vissen uit de familie van ombervissen (Sciaenidae).

## Soorten
- Pachypops trifilis (Müller & Troschel, 1849)
- Pachypops fourcroi (Lacepède, 1802)
- Pachypops pigmaeus Pachypops pigmaeus